# Хилок
Хило̀к (на бурятски: Хëлго мурэн) е река в Азиатската част на Русия, Забайкалски край (625 km) и Република Бурятия (215 km), десен приток на Селенга. Дължината ѝ е 840 km, която ѝ отрежда 61-во място по дължина сред реките на Русия.
Река Хилок води началото си от езерото Арахлей (58,5 km2), разположено на 961 m н.в., на 30 km северозападно от град Чита, Забайкалски край. След като премине през Шакшинското езеро (53,6 km2) се насочва на юг, като тече в широка междупланинска долина. След станция Сохондо реката завива на югозапад и на протежение от над 400 km тече между Яблоновия хребет на юг и хребета Цаган Хуртей на север. При село Сарантуй Хилок навлиза в дългата над 100 km Хилокска котловина, като тук долината ѝ се разширява от 2 – 3 до 10 – 15 km и, в която тя силно меандрира и се разделя на ръкави. След град Хилок излиза от котловината и долината ѝ отново се стеснява. След устието на най-големия си приток Унга (ляв) Хилок навлиза в Бичурската котловина (дължина около 150 km и ширина до 20 km), разположена между Малханския хребет на юг и Заганския хребет на север. Тук течението ѝ отново се успокаява, появяват се характерните меандри, старици, ръкави и дълги пясъчни острови. В края на котловината (при село Нижний Мангиртуй, Република Бурятия) Хилок рязко завива на север, излиза от планините и навлиза в хълмистото Селенгинско средногорие. Влива се отдясно в река Селенга, при нейния 242 km, на 519 m н.в., в Република Бурятия.
Водосборният басейн на Хилок има площ от 38,5 хил. km2, което представлява 8,61% от водосборния басейн на река Селенга и обхваща части от Забайкалски край и Република Бурятия. Във водосборния ѝ басейн има 1752 езера, сред които са големите Арахлей, Шакшинско, Ирген и Голям Ундугун.
Границите на водосборния басейн на реката са следните:
- на север – водосборния басейн на река Уда, десен приток на Селенга;
- на североизток – водосборния басейн на река Лена;
- на югоизток – водосборния басейн на река Амур;
- на юг и югозапад – водосборния басейн на река Чикой, десен приток на Селенга.

Река Чикой получава над 50 притока с дължина над 15 km, но само 2 от тях са дължина над 100 km.
- 542 → Блудная 164 / 4480, при село Гиршелун, Забайкалски край
- 268 → Унга 189 / 2320, при село Уст Обор Забайкалски край

Подхранването на реката е смесено, като преобладава дъждовното. Водният режим се характеризира с високо лятно пълноводие, от юли до септември в резултат на обилните дъждове през сезона и снеготопенето във високите части на водосборния ѝ басейн. Среден годишен отток на 22 km от устието 101 m3/s. Замръзва в края на октомври или началото на ноември, а се размразява в края на април или началото на май. Заледяването продължава от 150 до 210 дни, а дебелината на леда е от 1.35 m в средното течение до 2,3 m в горното, като на някои плитки участъци замръзва до дъното.
По течението на реката са разположени около 30 населени места, в т.ч. град Хилок и селищата Могзон, Новопавловка и Тарбагатай в Забайкалски край и село Бичура (районен център) в Република Бурятия.
В най-долното си течение река Хилок е плавателна за малки съдове и се използва за транспортиране на дървен материал. На протежение от близо 200 km по долината на реката от станция Тарбагатай до станция Сохондо в Забайкалски край преминава участък от Транссибирската железопътна магистрала на Русия.